# Bùi Huy Đường
Bùi Huy Đường (18 tháng 3 năm 1937 – 29 tháng 5 năm 2013) là Giáo sư - Viện sĩ của Viện Hàn lâm Khoa học Pháp. Lĩnh vực nghiên cứu của ông bao gồm cơ học vật rắn, cơ học vết nứt và bài toán nghịch đảo trong cơ học. Ông nguyên là cố vấn cao cấp chiến lược cho Tập đoàn Điện lực của Pháp (Électricité de France), đặc biệt trong lĩnh vực điện hạt nhân. Ông cũng là người Việt đầu tiên và duy nhất cho đến nay được bầu làm Viện sĩ Viện Hàn lâm Khoa học Pháp.

## Sự nghiệp
Bùi Huy Đường sinh 18 tháng 3 năm 1937 ở Hà Nội. Năm 1955, lúc 18 tuổi, ông sang Pháp. Năm 1959, ông là Sinh viên của trường École Polytechnique (Đại học Bách khoa Paris, thuộc ParisTech). Năm 1961, ông học tại Nationale École Supérieure des Mines de Paris (Đại học Mỏ Quốc gia Paris, thuộc ParisTech). Năm 1969, Bùi Huy Đường bảo vệ thành công luận án Tiến sĩ Khoa học.
Từ năm 1973 đến 1985, Tiến sĩ Bùi Huy Đường là giảng viên tại Đại học Bách khoa Paris. Năm 1978, Ông làm Giám đốc nghiên cứu tại Phòng thí nghiệm Cơ học rắn, trường Đại học Bách khoa Paris. Năm 1961, Giáo sư Bùi Huy Đường làm cố vấn khoa học cho Tập đoàn Điện lực của Pháp.
Năm 2013, ông qua đời tại Paris, thọ 76 tuổi.

### Thành viên cộng tác
Giáo sư Bùi Huy Đường là thành viên của Ban biên tập của Tạp chí của Viện Hàn lâm Khoa học, Tạp chí Cơ khí và Công nghiệp (Paris), Tạp chí Cơ học Vật liệu và các cấu trúc (Stanford).

## Thành tích
Bùi Huy Đường có nhiều cống hiến quan trọng trong lĩnh vực cơ học chất rắn của Pháp và thế giới.
Năm 1995, Bùi Huy Đường được bầu làm Viện sĩ Viện Hàn lâm Khoa học Pháp (ngày 13 tháng 11).
Năm 2008, Giáo sư Bùi Huy Đường được nhà nước Pháp trao Huân chương Bắc Đẩu Bội tinh.

## Cộng tác tại Việt Nam
Trong nhiều năm, ông đóng góp cho quê hương Việt Nam thông qua nỗ lực đón tiếp và tận tình hướng dẫn các sinh viên, nghiên cứu sinh Việt Nam sang Pháp học tập. Ông đã trao tặng bản quyền một số quyển sách chuyên ngành mà ông viết cho các trường Đại học của Việt Nam dịch sang tiếng Việt làm phương tiện giảng dạy và nghiên cứu cho sinh viên.
Thời gian gần đây, Giáo sư Bùi Huy Đường thường về Việt Nam và tham gia giúp đỡ phát triển trong các lĩnh vực cơ học và năng lượng nguyên tử. Ông đã tham gia thảo luận Tại hội nghị quốc tế "Những thành tựu tiên tiến trong cơ học tính toán (Acome 2012)" do Trường Đại học Tôn Đức Thắng tổ chức.
Giáo sư Bùi Huy Đường quan tâm đến việc hỗ trợ Việt Nam trong việc đảm bảo an toàn cho các nhà máy điện hạt nhân sẽ được xây dựng trong tương lai tại đây. Trước mắt, ông đang tập hợp nhiều tài liệu cần thiết trong lĩnh vực này để hỗ trợ Việt Nam khi cần.

## Câu nói
"Các nhà khoa học tùy theo phương tiện của mình, có thể giúp quê hương một cách trực tiếp và có hiệu quả. Không nhất thiết phải bảo người ta về nước rồi cho nhà, tiền lương cao, điều kiện tốt..."
"Tôi nghĩ rằng Việt Nam phải xây dựng nhà máy điện hạt nhân tương lai bằng cách phát triển cả về lượng và chất lực lượng khoa học nói chung và công nghệ về điện hạt nhân nói riêng. Lúc đầu như chúng tôi đã làm ở Pháp, thì Việt Nam phải dựa vào lực lượng khoa học và công nghệ của tất cả các trường đại học trong nước, hoặc ngay cả ở ngoài nước. Dĩ nhiên việc lựa chọn công nghệ xây dựng thuộc phạm vi của nhà nước Việt Nam quyết định, sau khi biết rõ được những tổ chức và cách làm việc để về sau có thể tự sửa chữa."
"Khoa học và công nghệ điện hạt nhân hiện nay ở Việt Nam chưa phát triển. Trong tương lai gần, Việt Nam cần phải đào tạo rất nhiều kỹ sư, tiến sĩ khoa học về ngành này, hoặc dựa vào hợp tác với nước ngoài. Tôi nhận thấy rằng sinh viên và nghiên cứu sinh Việt Nam rất giỏi trong một số lĩnh vực quan trọng trong phát triển ngành điện hạt nhân như cơ học chất rắn, xây dựng, toán ứng dụng, mô hình hóa... và họ cần được quan tâm đầu tư, đào tạo có chiến lược để có thể đóng góp hiệu quả cho chiến lược phát triển điện hạt nhân ở Việt Nam"

## Sách
- Bui, Huy Duong (2006). Fracture Mechanics, Inverse Problems and Solutions. Springer. ISBN 978-1-4020-4837-1.
- Bui, Huy Duong (2012). Imaging the Cheops Pyramid. Springer. ISBN 978-94-007-2657-4.
- Ehrlacher, Alain (2012). [hhttp://www.academie-sciences.fr/academie/membre/BuiHD_l1.pdf Duality, symmetry and symmetry lost in Solid mechanics. Selected works of H.D.Bui] (PDF). Presses des Ponts. ISBN 978-2-85978-458-4.